# Jean Cadell

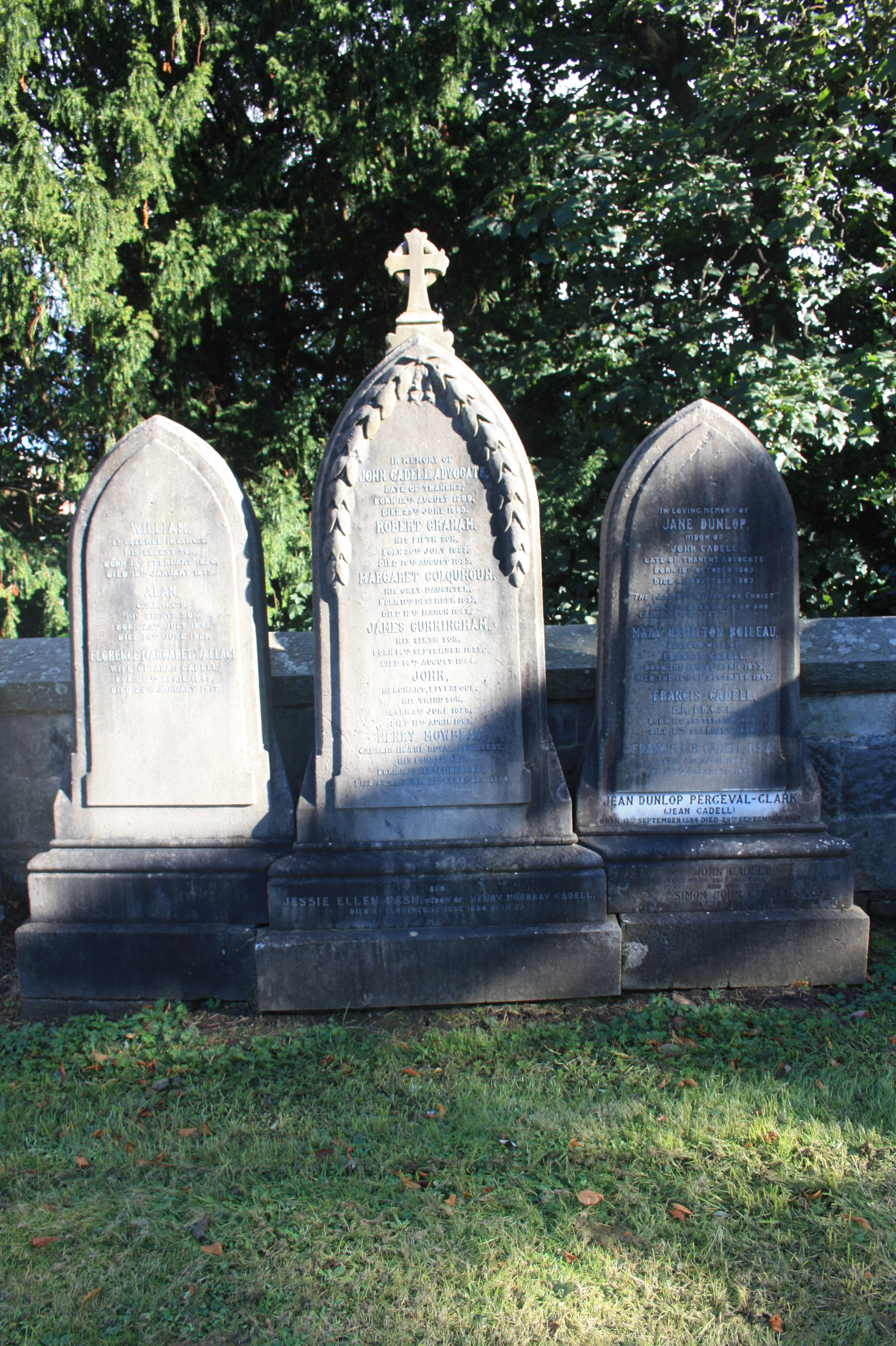
Familjen Cadells grav, Deankyrkogården, Edinburgh.

Jean Dunlop Cadell, född 13 september 1884 i Edinburgh, död 29 september 1967 i London, var en skotsk skådespelerska. Hon var syster till konstnären Francis Cadell. Hon gifte sig 1910 med skådespelaren Perceval Perceval-Clark, men behöll sitt flicknamn i professionella sammanhang. Hennes barnbarn Simon Cadell och Selina Cadell blev båda skådespelare.

## Filmografi (i urval)
- 1935 – David Copperfield
- 1938 – Pygmalion
- 1942 – Moln över England
- 1945 – Det hände i Skottland
- 1949 – Massor av whisky
- 1950 – Madeleine
- 1953 – Hin Håle i högform
- 1959 – Tuff ungdom
- 1957 – Drömresan
- 1961 – I fräckaste laget